# Horne Múzeum
A Horne-múzeum Firenzében található, a via de'Benci utcában. A múzeumnak helyet adó palazzót Giuliano da Sangallo művének tulajdonítják. 1489-ben épült az Alberti-család részére. Ebben a palotában élt Herbert Percy Horne angol műgyűjtő és művészeti író, aki 1916-os halálakor az olasz államra hagyta a gyűjteményét.
A múzeum 14-16. századi mindennapi használati tárgyakat (bútorok, szűnyegek, képek, szobrok) mutatja be úgy, hogy a kiállítás egy korabeli otthon elrendezését mutatja. A festmények többek között Lorenzo di Credi, Simone Martini, Pietro di Cosimo, Filippino Lippi, Benozzo Gozzoli alkotásai, a szobrokat pedig Lorenzo Ghiberti, Luca della Robbia, és Giambologna művei. A múzeum tulajdona egy könyvtár és rajzgyűjtemény is, benne Tiepolo egy vázlatkönyve és Salvator Rosa rajzokkal illusztrált útinaplója.
Bár több fontos műtárgyat áthelyeztek az Uffizibe, még ebben a múzeumban található Giotto egyik sokszárnyú oltárképe, mely Szent István vértanút ábrázolja, Simone Martinitől a Madonna a Gyermekkel című festmény és Bernardo Daddi egy Madonnája is.
Horne gyűjteményt állított össze reneszánsz konyhai eszközökből is, amit az épület emeletén lévő konyhában helyeztek el, ami azért került a felső emeletre, hogy az ételszag ne járja át a házat.